# Siegfried (Nibelungenlied)
Siegfried är en manlig huvudroll i Wagners musikdramer Siegfried och Ragnarök. 
Siegfried är i det närmaste identisk med Sigurd Fafnesbane. Rollen sjungs av en tenor.